# Car i poeta
Car i poeta (ros. Поэт и царь) – radziecki czarno-biały film niemy z 1927 roku w reżyserii Władimira Gardina i Jewgienija Czerwiakowa. Tytułowy poeta to Aleksander Puszkin.

## Obsada
- Jewgienij Czerwiakow jako Aleksander Puszkin
- Irina Wołodko jako Natalie Gonczarowa
- Konstantin Karienin jako cesarz Mikołaj I
- Boris Tamarin jako baron Georges Charles Dantes
- Leonid Tkaczow jako Piotr Wiaziemski
- Aleksandr Larikow jako Nikita Kozłow, kamerdyner Puszkina
- Iwan Chudolejew jako baron Aleksander von Benckendorff
- Aleksiej Feona jako Wasilij Żukowski
- Gennadij Miczurin jako Konstantin Danzas
- Iwan Lerski jako Tadeusz Bułharyn
- Jewgenij Boronichin jako Władimir Dal
- Zoja Walewska  jako Idalija Poletika
- Anatolij Nielidov  jako Iwan Kryłow
- Olga Spirowa  jako Jekaterina Gonczarowa, siostra Natalie
- Elizawieta Roziner jako Aleksandra Gonczarowa, siostra Natalie
- Fiodor Łopuchov jako Nikołaj Gogol
- Walerij Płotnikow jako baron de Heeckeren
- Maria Dobrowa jako Aleksandra Smirnowa
- Nikołaj Czerkasow  jako Charles, cyrulik
- Piotr Podwalnyj jako vicomte Olivier d'Archiac